# Carl Möhner
Carl Möhner (parfois crédité Carl Mohner) est un acteur, réalisateur, scénariste et peintre autrichien, né à Vienne (Autriche) le 11 août 1921, mort à McAllen (Texas, États-Unis) le 14 janvier 2005.

## Biographie
Vers la fin des années 1930, Carl Möhner débute au théâtre en Autriche et en Allemagne, puis poursuit cette activité après la Seconde Guerre mondiale. 
Au cinéma, il joue dans seulement trente-neuf films (allemands, britanniques, français ou italiens — dont quelques westerns 'spaghetti' —, ou encore coproductions), entre 1949 et 1976. Un de ses rôles les mieux connus est celui du capitaine Ernst Lindemann, commandant du Bismarck, dans le film de guerre britannique Coulez le Bismarck !, sorti en 1960. Il est également connu pour sa participation à deux films français de Jules Dassin, Du rififi chez les hommes (1955 ; rôle de Jo le suédois) et Celui qui doit mourir (1957), à chaque fois aux côtés de Jean Servais. Son dernier film (français) est Une femme à sa fenêtre, sorti en 1976, avec Romy Schneider.
À la télévision, il contribue à deux séries, diffusées en 1975 et 1976, année où il se retire de l'écran. Auparavant, l'acteur s'essaie aussi à la réalisation, avec deux longs métrages sortis en 1958 (film turc) et en 1962 (film allemand), dont il est en outre scénariste (de plus, il joue dans le second) — voir la filmographie ci-après —. 
En 1974, Carl Möhner rencontre l'allemande Wilma Langhamer et l'épouse en 1978. L'année suivante (1979), le couple s'installe définitivement au Texas, à McAllen, où les deux époux se consacrent activement à la peinture, et où le mari meurt en 2005 de la maladie de Parkinson. Leurs fils Gunther et Gernot seront acteurs de seconds rôles.

## Filmographie

### Comme acteur
Au cinéma (sélection)
- 1954 : Le Dernier Pont (Die letzte Brücke) d'Helmut Käutner
- 1955 : Du rififi chez les hommes de Jules Dassin
- 1956 : Die Geierwally de Frantisek Cáp
- 1957 : Celui qui doit mourir de Jules Dassin
- 1958 : L'Île du camp sans retour (The Camp of Blood Island) de Val Guest
- 1958 : Behind the Mask de Brian Desmond Hurst
- 1959 : Une fusée vers l'amour (de) (Zurück aus dem Weltall) de Georges Friedland
- 1959 : Passionate Summer de Rudolph Cartier
- 1960 : Coulez le Bismarck ! (Sink the Bismarck !) de Lewis Gilbert
- 1960 : Un compte à régler (The Challenge) de John Gilling
- 1961 : The Kitchen de James Hill
- 1963 : Les Derniers Jours d'un empire (Il Crollo di Roma) d'Antonio Margheriti
- 1964 : Le Dernier Pistolet (Jim il primo) de Sergio Bergonzelli : Guitar
- 1965 : L'Homme de Tolède (L'uomo di Toledo ou La Muerte se llama Myriam) d'Eugenio Martín
- 1965 : L'uomo dalla pistola d'oro de Alfonso Balcázar
- 1967 : Jugement à Prague ou L'enfer est vide (Hell is Empty) de John Ainsworth et Bernard Knowles
- 1967 : Carmen Baby (Carmen, Baby) de Radley Metzger
- 1968 : Services spéciaux, division K (Assignment K) de Val Guest
- 1968 : Les Mercenaires de la violence (Die große Treibjagd) de Mel Welles
- 1968 : Dynamite en soie verte d'Harald Reinl
- 1971 : Zu dumm zu... d'Henry van Lyck
- 1973 : Gretchen sans uniforme (Eine Armee Gretchen) d'Erwin C. Dietrich
- 1974 : Callan de Don Sharp
- 1975 : La Baby-sitter de René Clément
- 1976 : Une femme à sa fenêtre de Pierre Granier-Deferre

À la télévision
- 1975 : Inspecteur Derrick : l'inspecteur Matthes (épisode 15, Une mauvaise réussite  de Zbyněk Brynych)
- 1976 : Super Bug, Saison unique, 12 épisodes : rôle d’Ivan Leskovich

### Comme réalisateur et scénariste
- 1958 : Istanbul macerasi
- 1962 : Razzia sur le Bosphore (Inshalla) (+ acteur ; + contribution mineure à la musique)